# BAFTA honorífic
El BAFTA honorífic és un dels premis BAFTA atorgats per la British Academy of Film and Television Arts (BAFTA) en una cerimònia anual des de 1971, en reconeixement dels èxits assolits en el setè art.

## Guanyadors i nominats
Els anys indicats són aquells en què es va celebrar la cerimònia, que té lloc l'any següent de l'estrena de les pel·lícules en qüestió.

### Dècada del 1970
- 1971 − Alfred Hitchcock (director i productor)
- 1972 − Freddie Young (director de fotografia)
- 1973 − Grace Wyndham Goldie (productor de televisió)
- 1974 − David Lean (director, productor, guionista i muntador)
- 1975 − Jacques Cousteau (oficial de marina, oceanògraf, explorador, ecologista i director)
- 1976 − Charlie Chaplin (director, actor, guionista, compositor, muntador, i productor) i Laurence Olivier (actor, director i productor)
- 1977 − Denis Forman (director i membre del British Film Institute en aquell moment)
- 1978 − Fred Zinnemann (productor)
- 1979 − Lew Grade i Huw Wheldon

### Dècada del 1980
- 1980 − David Attenborough (divulgador científic i naturalista) i John Huston (actor, director i guionista)
- 1981 − Abel Gance (director i productor), Michael Powell (director i part de Powell and Pressburger), i Emeric Pressburger (guionista, director, productor, i part de Powell and Pressburger)
- 1982 − Andrzej Wajda (director)
- 1983 − Richard Attenborough (actor, director, i productor)
- 1984 − Hugh Greene (periodista i executiu de televisió) i Sam Spiegel (productor)
- 1985 − Jeremy Isaacs (productor de televisió i executiu)
- 1986 − Federico Fellini (director)
- 1988 − Ingmar Bergman (director, guionsita, i productor)
- 1989 − Alec Guinness (actor)

### Dècada del 1990
- 1990 − Paul Fox (productor de televisió)
- 1991 − Louis Malle (director)
- 1992 − John Gielgud (actor i cantant) i David Plowright (executiu de televisió i productor)
- 1993 − Sydney Samuelson (primer comissari del British Film) i Colin Young (primer director de la National Film and Television School
- 1994 − Michael Grade
- 1995 − Billy Wilder (periodista, director, guionista, i productor)
- 1996 − Jeanne Moreau (actriu, guionista, i directora), Ronald Neame (director de fotografia, productor, guionista, i director), John Schlesinger (director de cinema i teatre), i Maggie Smith (actriu cinema, televisió, i teatre)
- 1997 − Woody Allen (director, guionista, actor, i dramaturg), Steven Bochco (productor de televisió i guionista), Julie Christie (actriu), Oswald Morris (director de fotografia), Harold Pinter (dramaturg, guionista, actor, i director), i David Rose (compositor)
- 1998 − Sean Connery (actor), Bill Cotton (productor de televisió i executiu)
- 1999 − Eric Morecambe (actor de teatre i televisió, i membre del duo Morecambe and Wise), Ernie Wise (actor de teatre i televisió, i membre del duo Morecambe and Wise), i Elizabeth Taylor (actriu)

### Dècada del 2000
- 2000 − Michael Caine (actor), Stanley Kubrick (director de cinema i de fotografia, guionista, i productor), i Peter Bazalgette (expert en els mitjans)
- 2001 − Albert Finney (actor), John Thaw (actor), i Judi Dench (actriu)
- 2002 − Warren Beatty (actor, productor, guionista, i director), Merchant Ivory Productions (companyia cinematogràfica fundada pel director James Ivory i el productor Ismail Merchant), Andrew Davies (autor i guionista), i John Mills (actor)
- 2003 − Saul Zaentz (productor) i David Jason (actor)
- 2004 − John Boorman (director) i Roger Graef (criminòleg i director)
- 2005 − John Barry (compositor) i David Frost (guionista, periodista, i presentador televisiu)
- 2006 − David Puttnam (productor) i Ken Loach (director de cinema i televisió)
- 2007 − Anne V. Coates (muntadora), Richard Curtis (guionista, productor musical, actor, i director), i Will Wright (dissenyador de videojocs i cofundador de la companyia Maxis)
- 2008 − Anthony Hopkins (actor de cinema, teatre, i televisió) i Bruce Forsyth (presentador de televisió)
- 2009 − Dawn French (actriu, guionista, comediant, i membre del duo French & Saunders), Jennifer Saunders (actriu, guionista, comediant, i membre del duo French & Saunders), Terry Gilliam (guionista, director, animador i membre dels Monty Python), i Nolan Bushnell (tècnic, fundador d'Atari Inc.)

### Dècada del 2010
- 2010 − Vanessa Redgrave (actriu),[1] Shigeru Miyamoto (dissenyador de videojocs)[2] i Melvyn Bragg (autor)[3]
- 2011 −	Christopher Lee (actor),[4][5] Peter Molyneux (dissenyador de videojocs)[6] i Trevor McDonald (presentador de televisió)[7]
- 2012 − Martin Scorsese (director i productor cinematogràfic)[8]
- 2013 − Alan Parker (director i guionista de cinema),[9] Gabe Newell (desenvolupador de videojocs)[10] i Michael Palin (actor i còmic, membre dels Monty Python)[11]
- 2014 −	Helen Mirren (actriu),[12] Rockstar Games (desenvolupador de videojocs)[13] i Julie Walters (actriu)[14]
- 2015 − Mike Leigh (guionista i director de cinema),[15] David Braben (programador i dissenyador de videojocs)[16] i Jon Snow (periodista i presentador de televisió)[17]
- 2016 − Sidney Poitier (actor i director),[18] John Carmack  (programador de videojocs i enginyer de realitat virtual),[19] i Ray Galton i Alan Simpson (guionistes de comèdia)[20]
- 2017 − Mel Brooks (actor, còmic i cineasta)[21] i Joanna Lumley (actriu televisiva)[22]
- 2018 − Ridley Scott (director i productor cinematogràfic),[23] Tim Schafer (dissenyador de videojocs)[24] i Kate Adie (periodista de televisió)[25]
- 2019 − Thelma Schoonmaker (muntadora de cinema)[26] i Joan Bakewell (periodista de televisió)[27]

### Dècada del 2020
- 2020 − Kathleen Kennedy (productora cinematogràfica)[28] i Hideo Kojima (dissenyador de videojocs)[29]
- 2021 −	Siobhan Reddy (directora dels estudis Media Molecule)[30] i Ang Lee (director, guionista i productor de cinema)[31]
- 2022 − Billy Connolly (actor, còmic, guionista i presentador de televisió)[32]
- 2023 − Sandy Powell (dissenyadora de vestuari)[33]